# A Escrava Isaura
A Escrava Isaura é um romance escrito por Bernardo Guimarães em 1875 e publicado no mesmo ano pela B.L. Garnier, Rio de Janeiro. Com o romance, Bernardo Guimarães obteve fama, sendo reconhecido até pelo imperador do Brasil, Dom Pedro II.

## Análise

### Contexto social
Escrito em plena campanha abolicionista (1875), o livro conta as desventuras de Isaura, escrava branca e educada, de caráter nobre, vítima de um senhor devasso.
O romance foi um grande sucesso editorial e permitiu que Bernardo Guimarães se tornasse um dos mais populares romancistas de sua época. O autor pretende, nesta obra, fazer um libelo antiescravagista e libertário e, talvez, por isso, o romance exceda em idealização romântica, a fim de conquistar a imaginação popular perante as situações intoleráveis do cativeiro. O estudioso Manuel Cavalcanti Proença observa que:
Numa literatura não muito abundante em manifestação abolicionistas, é obra de muita importância, pelo modo sentimental como focalizou o problema, atingindo principalmente o público feminino, que encontrava na literatura de ficção derivativo e caminho de fuga, numa sociedade em que a mulher só saía à rua acompanhada e em dias pré-estabelecidos; o mais do tempo ficava retida em casa, sem trabalho obrigatório, bordando, cosendo, ouvindo e falando mexericos, isto é, enredos e intrigas, como se dizia no tempo e ainda se diz neste romance.
Bernardo Guimarães faz questão de ressaltar exaustivamente a beleza branca e pura de Isaura, que não denunciava a sua condição de escrava porque não portava nenhum traço africano, era educada e nada havia nela que "denunciasse a abjeção do escravo". O que parece uma escolha preconceituosa e contraditória — contar as agruras da escravidão criando uma escrava branca — talvez seja melhor compreendido se levar em conta que a maior parte do público que consumia romances na época era composto por mulheres da sociedade, que apreciavam as histórias de amor.
Somem-se a isso o modelo de beleza feminino de então, caracterizado pela pele nívea e maçãs rosadas do rosto e, principalmente, o objetivo do autor de conquistar a solidariedade do leitor pela escrava, mostrando a que ponto extremo poderia chegar o regime escravocrata: "fisicamente, Isaura não é diferente das damas da sociedade, mas, por ser escrava, é obrigada a viver como os de sua classe, como objeto útil nas mãos de seu senhor", conforme afirma a crítica Maria Nazareth Soares Fonseca.
O autor claramente conseguiu o que queria. A sociedade brasileira do século XIX, que tanto se apiedou das desventuras de Isaura, aceitou-a porque ela era branca e educada. O autor pôde, assim, demonstrar, através do seu sofrimento, o quanto "é vã e ridícula toda a distinção que provém do nascimento e da riqueza". E é claro, a cor de Isaura serve, como afirma o crítico Antônio Cândido, "para facilitar a ação de Álvaro, compreensivelmente apaixonado e decidido a desposá-la, como fez."
Se houve influência, portanto, do romance A cabana do Pai Tomás, talvez tenha sido apenas no que o crítico Alfredo Bosi aponta como referência: a cena da fuga de Campos para Recife, "talvez sugerida pela fuga de Elisa através dos gelos flutuantes de Ohio para a liberdade no Norte e por fim no Canadá". Entretanto, o fato é que, como aponta o crítico, só depois do lançamento de A cabana do Pai Tomás "a literatura brasileira começou a ser povoada de feitores cruéis e de escravos virtuosos".

## As personagens
A obra apresenta a tríade comum aos romances populares românticos: vilão, heroína e herói. E, graças à ausência de profundidade com que são construídos, as personagens do romance são planas, estáticas e superficiais.
- Isaura, a heroína escrava, é branca, linda, pura, virginal e possui um caráter nobre e demonstra "conhecer o seu lugar": do princípio ao fim, suporta conformada a perseguição de Leôncio, as propostas de Henrique, as desconfianças de Malvina, sem jamais se revoltar. Permanece emocionalmente escrava, mesmo tendo sido educada como uma dama da sociedade. Tem escrúpulos de passar por branca livre, acha-se indigna do amor de Álvaro e termina como a própria imagem da "virtude recompensada".

- Leôncio é o vilão leviano, devasso e insensível que, de "criança incorrigível e insubordinada" á adolescente que sangra a carteira do pai com suas aventuras, acaba por tornar-se um homem cruel e inescrupuloso, casando-se com Malvina, linda, ingênua e rica, por ser "um meio mais suave e natural de adquirir fortuna". Persegue Isaura e se recusa a cumprir a vontade de sua mãe, já falecida, que queria dar à escrava a liberdade e alguma renda para viver com dignidade. O personagem possui características de um psicopata.

- Álvaro é um rico herdeiro, cavalheiro nobre e de caráter impecável, que "tinha ódio a todos os privilégios e distinções sociais, e é escusado dizer que era liberal, republicano e quase socialista"; um jovem de idéias igualitárias, idealista e corajoso para lutar contra os valores da sociedade a que pertence. Sua conduta moral é assim descrita pelo autor: "Original e excêntrico como um rico lorde inglês, professava em seus costumes a pureza e severidade de um quaker. Todavia, como homem de imaginação viva e coração impressionável, não deixava de amar os prazeres, o luxo, a elegância, e sobretudo as mulheres, mas com certo platonismo delicado, certa pureza ideal, próprios das almas elevadas e dos corações bem formados."

Apaixonado por Isaura, o grande obstáculo que Álvaro precisa vencer é o fato de Isaura ser propriedade legítima de Leôncio. Para isso, vai à corte, descobre a falência de Leôncio, adquire seus bens e desmascara o vilão. Liberta Isaura e casa-se com ela, desafiando, assim, os preconceitos da sociedade escravagista.
- Nas demais personagens o processo de construção é o mesmo:

Miguel, pai de Isaura, foge do conceito tradicional do mau feitor. Quando feitor da fazenda de Leôncio, tratara bem aos escravos e amparara Juliana, mãe de Isaura, nas suas desditas com o pai de Leôncio. Pai extremoso, deseja libertar a filha do jugo da escravidão e não mede esforços para isso
Juliana, mãe de Isaura. Foi escrava e mucama da esposa do Comendador, (A personagem não tem nome no livro). Poucas vezes é citada no livro. mulata, bela e valente, despertou no Comendador Almeida o mais insano desejo obsessivo de possui-la. Ela nunca cedeu as suas investidas, chegando assim a ser castigada diversas vezes (tronco, quartinho dos escravos fujões, etc...).Na fazenda conheceu o então capataz Miguel,  por quem se apaixonou e engravidou de Isaura. O Comendador Almeida sabendo de tal ato, expulsa o então capataz. Ficando a mercê de seu dono, Juliana foi obrigada a trabalhar pesado nos serviços da casa até dar a luz a Isaura. Veio a falecer logo em seguida devido ter um parto muito complicado.
Martinho é o estereótipo do ganancioso: cabeça grande, cara larga, feições grosseiras e "no fundo de seus olhos pardos e pequeninos reluz constantemente um raio de velhacaria", é um estudante e vivia dos rendimentos de uma taverna.  Por querer ganhar muito dinheiro entregando Isaura ao seu senhor, acaba por não ganhar nada.
Belchior é o símbolo da estupidez submissa e também sua descrição física se presta a demonstrar sua conduta: feio, cabeludo, atarracado e corcunda. O crítico Manuel Cavalcanti Proença aponta "o parentesco entre o disforme e grotesco, Belchior é o Quasímodo de O Corcunda de Notre-Dame, de Victor Hugo, romance de extraordinária voga, ainda não de todo perdida, no Brasil."
Dr. Geraldo é um advogado conceituado, que serve como fiel da balança para Álvaro, já que procura equilibrar os arroubos do amigo, mostrando-lhe a realidade dos fatos. Quando Álvaro, revoltado com a condição de Isaura e indignado com os horrores da escravidão, dispõe-se a unir-se a ela, mesmo sabendo que escandalizaria a sociedade, Geraldo retruca lucidamente que a fortuna de Álvaro lhe dá independência para "satisfazer os seus sonhos filantrópicos e os caprichos de tua imaginação romanesca". O que não é, na verdade, característica restrita apenas à sociedade escravocrata do século XIX.
Malvina, esposa de Leôncio, jovem rica e ingênua, que fica com o tempo barbarizada com o comportamento do marido, pressionando pela libertação de Isaura. 
Rosa, escrava bonita, porém sente inveja da atenção que todos dão a Isaura, fazendo de tudo para tentar prejudicá-la. 

### Linguagem
“
 (…) A fisionomia, cuja expressão habitual era toda modéstia, ingenuidade e candura, animou-se de luz insólita; o busto admiravelmente cinzelado ergueu-se altaneiro e majestoso; os olhos extáticos alçavam-se cheios de esplendor e serenidade; os seios, que até ali apenas arfavam como as ondas de um lago em tranqüila noite de luar, começaram de ofegar, túrgidos e agitados, como oceano encapelado; seu colo distendeu-se alvo e esbelto como o do cisne, que se apresta a desprender os divinais gorgeios. Era o sopro da inspiração artística, que, roçando-lhe pela fronte, a transformava em sacerdotisa do belo, em intérprete inspirada das harmonias do céu. (…)”

— A Escrava Isaura
O tratamento exageradamente romântico que o autor aplica neste livro faz com que ele tenha um caráter mais de lenda do que de realidade, ao contrário de O Seminarista (1872) e O Garimpeiro (1872), em que a descrição regionalista do ambiente físico e social proporciona mais verossimilhança à trama.
Nunca, em A Escrava Isaura, o excesso de imaginação se traduz em "idealização descabida", como afirma Antônio Candido, que se concretiza no plano da linguagem em descrições repetitivas e mecânicas dos personagens, com  abuso de adjetivos redundantes. Observe-se a descrição de Isaura quando senta-se ao piano no salão de baile no Recife.

## Enredo
No livro são contadas as aventuras e desventuras de uma bela escrava mestiça em busca de sua liberdade.
Na primeira parte, Isaura está na fazenda em Campos dos Goytacazes, no Rio de Janeiro, vivendo sua vida de escrava bem prendada, mucama da noiva do filho de seus donos originais. Porém, ela é importunada a todo o momento por alguém querendo cortejá-la, inclusive o seu sinhô novo, Leôncio. Por ter essa paixão por Isaura, Leôncio não a liberta, como sua mãe havia pedido antes de morrer.
Mesmo assim, o pai de Isaura, Miguel, conversa com o pai de Leôncio e faz um trato no qual ele dará 10 contos de réis pela liberdade de sua filha. Ao chegar com a quantia na casa onde Isaura é escrava, eis que chega uma carta dizendo que o pai de Leôncio morreu, dando uma desculpa para Leôncio não libertar sua escrava.
Sem restar outra escapatória para Isaura, Miguel usa os 10 contos de réis que tinha para comprar sua alforria em uma fuga, levando o romance ao seu segundo estágio.
Os intentos de Miguel são de chegar a outro país, mas enquanto procura pela melhor oportunidade de sair do Brasil, va com Isaura para a cidade de Recife. Lá eles assumem nomes diferentes e ficam recolhidos em sua casa.
Como Isaura tem uma beleza estonteante, não passa despercebida a Álvaro, rapaz jovem e rico  órfão de pai. Embora Isaura tente ficar escondida, Álvaro apaixona-se desde a primeira vez que a vê e a ouve cantar, rondando sua casa até que um dia ele ajuda Isaura e seu pai, conseguindo assim uma brecha para conversar com ela e convidá-la para um baile. Embora relutante, Elvira, nome ao qual Isaura atendia em seu disfarce, aceita o convite e vai ao baile.
Com sua habilidade ao piano e sua beleza exótica, Elvira encanta todos no baile, menos Martinho, sujeito baixo e ganancioso que vê em Elvira a escrava Isaura descrita em um folheto anexado a um jornal, uma chance de ganhar o dinheiro da recompensa.
Martinho comunica-se com Leôncio, que lhe dá direito de prender a sua fugitiva. Porém, Leôncio fica arrependido e decide ir pessoalmente a Recife para trazê-la de volta. Ao chegar, encontra Álvaro e ambos têm uma pequena discussão, mas Leôncio acaba trazendo Isaura de volta.
Quando chegam novamente na fazenda e Leôncio prende Isaura em total isolamento, inicia-se a terceira fase da narrativa. Agora seu algoz inventa um plano maquiavélico para continuar a ter a sua escrava favorita por perto sem deixar sua mulher, Malvina, enciumada: ele coloca como condição para a liberdade de Isaura seu casamento com o jardineiro da fazenda, Belchior.
Enquanto isso, Álvaro não descansa até descobrir uma forma de ter Isaura de volta, chegando até a ir a corte a procura de informações. Nessa viagem ao Rio de Janeiro, ele descobre que Leôncio está falido, compra todas as dívidas dele e legaliza a carta de desapropriação dos bens.
No momento do casamento arranjado de Isaura e Belchior, Álvaro chega e diz que tanto Isaura quanto tudo mais que pertencia a Leôncio agora é dele. Leôncio, ao ver que perdeu todos os seus bens e Isaura para Álvaro, mata-se com um tiro na cabeça.